# Лю Цин (баскетболістка)
Лю Цин (6 серпня 1964) — китайська баскетболістка.
Учасниця Олімпійських Ігор 1984, 1988, 1992 років.